# In custodia
In custodia (In Custody) è un romanzo di Anita Desai pubblicato nel 1984. Il libro è stato selezionato tra i finalisti del Booker Prize.

## Trama
Devern si guadagna da vivere insegnando letteratura hindi a studenti disinteressati. Visto che la sua vera passione è la poesia in urdu, quando si presenta l'occasione di intervistare il grande poeta urdu Nur, si fa trovare preparato.

## Film
Nel 1993 venne prodotto un film omonimo tratto dal romanzo diretto Ismail Merchant, su una sceneggiatura di Shahrukh Husain, con Shashi Kapoor, Shabana Azmi e Om Puri.

## Edizioni
- Anita Desai, In custodia, Einaudi, 2000,  p. 222, ISBN 88-06-14932-6.